# La mia rivale
La mia rivale (A Friend to Die For), conosciuto anche come Morte di una cheerleader, è un film per la televisione del 1994 diretto da William A. Graham. Il film si basa sulla vera storia dell’omicidio della studentessa Kirsten Costas, uccisa da una sua compagna di scuola nel 1984 a Orinda, in California.

## Trama
Angela Delvecchio è una sedicenne di modesta famiglia che vive nella fittizia cittadina di Santa Mira, in California. All’inizio del suo secondo anno di scuola superiore rimane ammaliata da un discorso del preside, che esorta gli studenti a dare sempre il meglio di sé. Da allora Angela si pone alti obbiettivi ed aspira ad essere perfetta in tutto. Riesce anche a entrare nel gruppo delle Allodole, capitanato dalla ricca e snob Stacy Lockwood, la ragazza più popolare della scuola. Nonostante Stacy la ignori e si mostri scostante con le sue amiche, Angela la ammira molto, poiché grazie al suo aspetto e alla sua posizione sembra sempre riuscire facilmente a raggiungere i suoi obbiettivi.
Dopo esser stata rifiutata sia dallo staff del giornale della scuola che come ragazza pon-pon (tra cui Stacy riesce invece ad entrare), Angela cade in depressione. Questo però rafforza la sua ammirazione per Stacy e una sera telefona anonimamente a sua madre, dicendole che quella sera ci sarà una festa delle Allodole e che passerà a prendere Stacy. Tuttavia, quando Stacy la raggiunge in macchina e Angela le rivela che la festa era solo una scusa per uscire con lei, Stacy la sbeffeggia, nonostante i tentativi di Angela di dimostrarle quanto la ammiri. Stacy la lascia e raggiunge una casa vicina, chiedendo di poter telefonare a casa. Non ricevendo risposta però, il padrone di casa si offre di accompagnarla. Angela la segue e, frustrata e umiliata, la pugnala violentemente davanti alla porta di casa, con un coltello che sua sorella teneva in macchina per tagliare le verdure. Nessuno assiste alla scena abbastanza vicino da riconoscere il colpevole e Stacy muore poco dopo all’ospedale. L’omicidio di Stacy genera un grande scalpore a scuola, ma nessuno sospetta di Angela. Interrogata dalla polizia, Angela dichiara di aver fatto la babysitter la sera dell’omicidio e supera un test con la macchina della verità, non venendo quindi inizialmente identificata come sospetta.
Dopo questi avvenimenti, le cose sembrano mettersi al meglio per Angela, che intraprende molte attività e viene nominata segretaria delle Allodole. Per di più, a venire sospettata dell’omicidio è un’altra ragazza, Monika, che era spesso stata presa di mira da Stacy per il suo aspetto e a cui aveva giurato vendetta. Nel frattempo però la polizia, affiancata dall’FBI, approfondisce le indagini, scoprendo che Angela aveva mentito e che il suo alibi era falso. Interrogata di nuovo, Angela rimane scioccata leggendo il profilo dell’omicida redatto dall’FBI, che la descrive quasi perfettamente. Manca tuttavia una prova definitiva per incriminarla. Consumata dal senso di colpa, Angela scrive una lettera ai suoi genitori, rivelando loro di aver ucciso Stacy, per poi fare una confessione completa. Al processo, l’avvocato dei Lockwood ritiene che Angela debba essere accusata di omicidio di primo grado, ovvero premeditato, mentre l’avvocato difensore sostiene si tratti di omicidio di secondo grado. Il giudice sentenzia che non vi sono prove a sostegno della premeditazione e che la pena prevista è comunque la stessa. Angela è quindi accusata di omicidio di secondo grado e condannata a nove anni di carcere.
Il parroco di Santa Mira, la domenica successiva, fa una omelia in cui ritiene che l’intera comunità potrebbe essere responsabile per la morte di Stacy e delle azioni di Angela, spronando sempre eccessivamente i giovani ad essere perfetti. Angela verrà rilasciata libera sulla parola sette anni dopo.

## Remake
È stato prodotto un remake di questo film nel 2019. Kellie Martin, l’attrice che interpreta la protagonista nel film originale, qui ricompare nel ruolo dell’agente dell’FBI che la esorta a confessare l’omicidio.